# Óscar William Calvo
Oscar William Calvo Ocampo (Tuluá, Risaralda, 1953-Bogotá, 20 de noviembre de 1985) fue un político colombiano, del Partido Comunista Marxista-Leninista de Colombia, fue representante político del Ejército Popular de Liberación (EPL). 

## Biografía
Trabajó en el movimiento sindical en Pereira, Norte del Valle, Bogotá, Santander y Boyacá. Participó en la creación del sindicato de jornaleros en el Valle y trabajó en la presentación de pliegos de petición en los sindicatos de la caña. 

### Militancia en el PCC-ML y el EPL
Junto con su hermano Jairo de Jesús Calvo (Ernesto Rojas), llegó al Comité Ejecutivo Central del Comité Central del Partido Comunista Marxista-Leninista de Colombia, de orientación inicialmente maoísta. Además, dirigió el periódico Unión, fue la cabeza del Movimiento Unión Democrática Revolucionaria, representante oficial del Ejército Popular de Liberación o EPL y dirigente de la Juventud Revolucionaria de Colombia, a la vez que ejercía como ideólogo de su partido y propugnaba por su participación política.
En la década de 1980 fue un impulsor del Frente Popular impulsado por "los eme-eles". En 1984, junto con Ernesto Rojas, comandante general del Ejército Popular de Liberación firmó los acuerdos de Cese del Fuego y Diálogo Nacional con el gobierno de Belisario Betancur en Medellín, el 24 de agosto de 1984. Oscar William Calvo pasó a ser representante del Partido y del EPL en las negociaciones de paz. 
Durante la firma de los acuerdos sorprendió al país con la inédita propuesta de la urgencia para Colombia de una nueva constitución redactada por una Asamblea Nacional Constituyente elegida por el constituyente primario, el pueblo, iniciativa que luego retomó el movimiento estudiantil de la Séptima Papeleta y que tuvo como resultado la Constitución de 1991
Fue miembro de la Comisión de Paz, constituida por el presidente Belisario Betancur. Llevando a cabo esta vocería, a sus 32 años.
Tras la Toma de Urrao (Antioquia) en conjunto por el M-19 Y el EPL y el rompimiento de los diálogos de paz, sería asesinado.

## Asesinato
Fue asesinado el 20 de noviembre de 1985, recibió 17 tiros de ametralladora y fue asesinado junto con los dirigentes de la Juventud Revolucionaria Alejandro Arcila y Ángela Trujillo, y una señora que pasaba por el lugar al parecer por efectivos del Ejército Nacional, al interior de una droguería en la calle 42 con carrera 13 en Bogotá.